# Titularbistum Lete
Lete ist ein Titularbistum der römisch-katholischen Kirche. 
Das Bistum Lete war in der römischen Provinz Macedonia angesiedelt, einer historischen Landschaft auf der Balkanhalbinsel.
| Titularbischöfe von Lete |                                    |                                                          |                    |                    |
| Nr.                      | Name                               | Amt                                                      | von                | bis                |
| 1                        | Carlo Cosenza                      |                                                          | 26. Januar 1827    | 19. Dezember 1732  |
| 2                        | Anton Joseph von Lamberg           | Weihbischof in Passau (Deutschland)                      | 5. März 1733       | 28. Juni 1755      |
| 3                        | Juan Lario Lancis                  | Weihbischof in Saragossa (Spanien)                       | 26. September 1757 | 20. August 1764    |
| 4                        | Karl Friedrich Freiherr von Zehmen | Weihbischof in Ermland (Polen)                           | 22. April 1765     | 13. Dezember 1798  |
| 5                        | Michael Franciscus Buttigieg       | Koadjutorbischof von Gozo (Malta)                        | 16. März 1863      | 22. September 1864 |
| 6                        | Tobias Kirby                       |                                                          | 13. Mai 1881       | 1885               |
| 7                        | Filippo Degni di Salento           |                                                          | 7. Juni 1886       |                    |
| 8                        | Karl Reth                          | Weihbischof in Augsburg (Deutschland)                    | 27. April 1916     | 27. März 1933      |
| 9                        | Pacifico Tiziano Micheloni OFMCap  | Apostolischer Vikar von Arabien (Jemen)                  | 25. April 1933     | 6. Juli 1936       |
| 10                       | Benigno Luciano Migliorini OFM     | Weihbischof in Palestrina (Italien)                      | 20. Februar 1937   | 19. Juli 1941      |
| 11                       | Peter William Bartholome           | Koadjutorbischof von Saint Cloud (USA)                   | 6. Dezember 1941   | 31. Mai 1953       |
| 12                       | John Joseph U Win                  | Weihbischof in Mandalay (Myanmar)                        | 10. April 1954     | 19. Dezember 1959  |
| 13                       | Anthony Denis Galvin MHM           | Apostolischer Vikar von Miri (Malaysia)                  | 5. April 1960      | 31. Mai 1976       |
| 14                       | Patrick Dougherty                  | Weihbischof in Canberra-Goulburn (Australien)            | 15. Oktober 1976   | 1. September 1983  |
| 15                       | Angelo Thomas Acerra OSB           | Weihbischof im US-amerikanischen Militärordinariat (USA) | 29. September 1983 | 26. Juli 1990      |
| 16                       | Carlos José Ñáñez                  | Weihbischof in Córdoba (Argentinien)                     | 12. Dezember 1990  | 20. Dezember 1995  |
| 17                       | Jesús Murgui Soriano               | Weihbischof in Valencia (Spanien)                        | 25. März 1996      | 27. Dezember 2003  |
| 18                       | Antonio Ortega Franco CO           | Weihbischof in Mexiko-Stadt (Mexiko)                     | 11. Februar 2004   | 1. Februar 2022    |